# Медаль «В память 800-летия Москвы»
Меда́ль «В па́мять 800-ле́тия Москвы́» — первая советская медаль, посвящённая юбилею города. Учреждена Указом Президиума ВС СССР от 20 сентября 1947 года. Изготовлена по эскизам художников Ивана Дубасова и Самуила Тульчинского.

## История

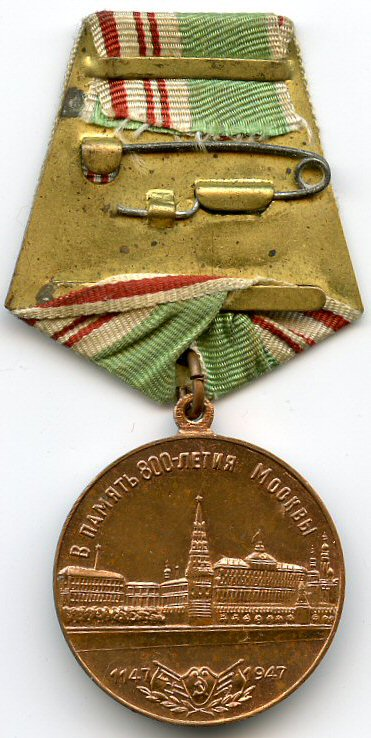
Реверс медали, 2012 год

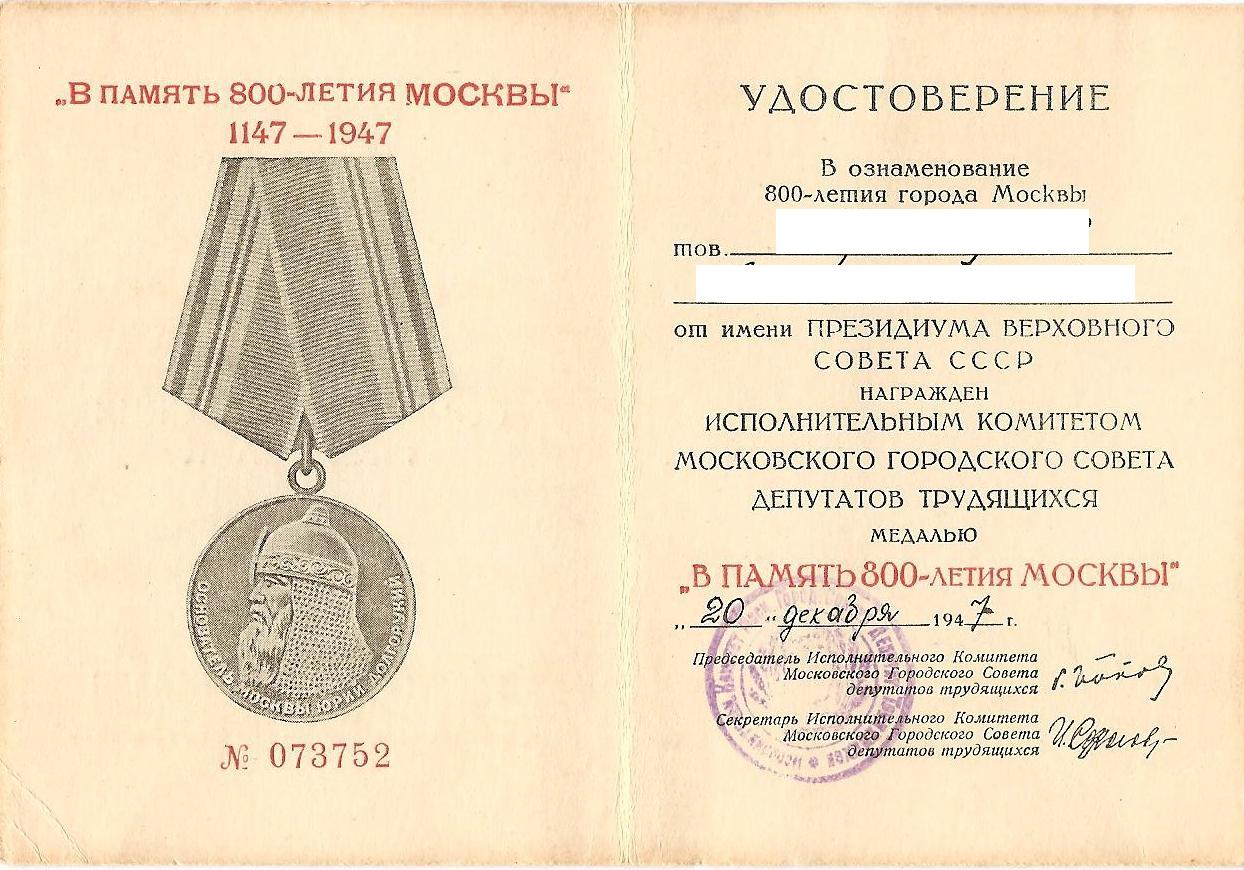
Удостоверение к медали, 2008 год

Создание награды было приурочено к 800-летнему юбилею Москвы. 6 сентября 1947 года после праздничного салюта в День города диктор Юрий Левитан торжественно объявил об учреждении памятной медали и вручении столице ордена Ленина.
Официальный указ о введении новой государственной награды вышел 20 сентября 1947 года. Разработка дизайна медали велась главным художником фабрики «Гознак» Иваном Дубасовым совместно с Самуилом Тульчинским. Первым медаль получил Секретарь ЦК ВКП(б) Иосиф Сталин 10 июля 1948 года.
23 июня 1951 года положение о медали было дополнено Постановлением Президиума Верховного Совета СССР. Указом от 18 июля 1980 года внесено изменение в статье 4 положения.

## Вручение и правила ношения
Согласно положению о медали, награды удостаивались следующие группы населения:
а) рабочие, инженерно-технический персонал и служащие промышленных предприятий, транспорта и городского хозяйства Москвы; 
б) работники науки, техники, искусства, литературы, просвещения и здравоохранения; 
в) работники государственных учреждений, партийных, профсоюзных, комсомольских и других общественных организаций — отличившиеся в проведении работ по реконструкции столицы и обеспечившие своим трудом развитие ее промышленности, транспорта городского хозяйства, научных и культурно-просветительных учреждений; 
г) военнослужащие, инвалиды войны и труда; 

д) домашние хозяйки, принимающие активное участие в благоустройстве города, работе школ и детских учреждений.
Медаль и удостоверение к ней вручались отличившимся гражданам, проживавшим на территории Москвы и Московской области не менее 5 лет. Списки номинантов на предоставление награды формировались руководителями производственных предприятий, партийных и советских учреждений Москвы. Неработающие граждане выдвигались ведомствами, ответственными за участие населения в общественной работе. Награждение проводилось исполнительным комитетом Московского городского Совета депутатов трудящихся от имени Президиума Верховного Совета СССР.
Информация о награждённых медалью доступна в главном архивном управлении города Москвы. С 2014 года архивная справка о вручении медали предоставляется через портал государственных и муниципальных услуг.
Награда носится на левой стороне груди. При наличии других медалей СССР она располагается на общей планке по старшинству после медали «50 лет советской милиции» и перед медалью «В память 250-летия Ленинграда». При ношении с государственными орденами медаль «В память 800-летия Москвы» размещается на линии ниже знаков особого отличия.

## Описание
Награда «В память 800-летия Москвы» представляет собой изготовленный из меди цельноштампованный металлический круг диаметром 37 мм с ушком. Бортик, изображения и надписи по металлу выпуклые.
На аверсе медали изображён рельефный профиль головы первого московского князя Юрия Долгорукого в шлеме. Профиль Долгорукого обращён влево. Внизу медали вдоль кругового бортика надпись: «Основатель Москвы Юрий Долгорукий».
На реверсе помещён рельеф Московского Кремля. Внизу по центру изображены щит с серпом и молотом, окаймлённые двумя знамёнами, оружием и лавровыми ветвями. Слева и справа от щита указаны даты «1147» и «1947». Вверху у бортика текст: «В память 800-летия Москвы».
При помощи ушка и кольца медаль соединяется с пятиугольной металлической колодкой с булавочным креплением. Колодка обтянута шёлковой муаровой лентой зелёного цвета с четырьмя продольными белыми и тремя красными полосами по обеим сторонам ленты.